# Ferruccio Spinetti
Ferruccio Spinetti (Caserta, 4 settembre 1970) è un contrabbassista e compositore italiano.

## Biografia

### Carriera musicale
Tra il 1989 e il 1991 partecipa ai seminari senesi di musica jazz, ed entra a far parte della Piccola Orchestra Avion Travel dove sarà la ritmica dal 1990 in poi, registrando otto album e partecipando due volte al Festival di Sanremo, vincendolo nel 2000. Nel 1992 e 1993 partecipa all'orchestra Giovanile di Fiesole e, successivamente, all'Orchestra giovanile di Jazz diretta da Bruno Tommaso e Giancarlo Gazzani.
Tra il 2004 e il 2008 fa parte del quintetto di Stefano Bollani i Visionari con i quali registra un cd per la Label Blue e un altro per L'Espresso.
Nel 2003 fonda il duo Musica Nuda con Petra Magoni. Il duo dà vita, nel 2005, a Musica nuda (pubblicato da Storie di note) e nel 2006 a Musica nuda 2, entrambi di grande successo, anche internazionale. Con questo album vincono il Premio Tenco nella categoria "Interpreti" e il Premio MEI come miglior tour dell'anno. Sempre nel 2006 esce il DVD doppio Live in Paris e Quam Dilecta, album dedicato alla musica sacra. A settembre 2007 esce il Live à Fip, che testimonia il concerto tenutosi presso l'Auditorium di Radio France il 1º febbraio del 2007. Successivamente il duo è in tournée in Francia, Svizzera, Spagna e Portogallo e intanto lavora alla realizzazione dell'album 55/21 uscito nel giugno 2008 per l'etichetta discografica Blue Note Francese e contenente sia cover che brani inediti. Nel marzo 2011, con Musica Nuda, pubblica Complici. Nel gennaio 2013 torna a lavorare con Petra Magoni in Banda Larga dove il duo per la prima volta è accompagnato in alcuni brani da un'intera orchestra arrangiata e diretta da Daniele Di Gregorio.
Nel 2014 esce Live a Tirana registrato durante il "Banda Larga Tour" al Teatro nazionale dell'opera e del balletto di Tirana. Nel 2015 esce su etichetta Warner in Italia e in Francia Little Wonder. Il 27 gennaio 2017 esce Leggera, settimo album interamente di inediti, il primo tutto in italiano. Nel 2018 esce l'album dal vivo Verso Sud. 
Molti anche i vinili pubblicati con l'etichetta Fone' come il disco "Girotondo" interamente dedicato a Fabrizio De Andre' uscito ad ottobre 2022 in vinile e super audio cd.  
In piu di 20 anni di attivita' , il duo colleziona più di 1600 concerti in giro per il mondo e pubblica nel 2023 l'album di inediti Musica Nuda 20.   
Nel marzo 2010 produce insieme a Giovanni Ceccarelli l'album InventaRio con Dadi Carvalho, chitarrista, cantante e compositore brasiliano, e Francesco Petreni alla batteria e percussioni. Un mix di pezzi italiani, brasiliani inediti con la partecipazione di ospiti come Marisa Monte, Pacifico, Ivan Lins e Petra Magoni.

A maggio 2012, con gli InventaRio, pubblica InventaRio incontra Ivan Lins dove lo stesso Lins suona e canta i suoi brani riadattati in italiano. L'album vede tra i suoi ospiti Petra Magoni, Samuele Bersani, Chiara Civello, Maria Pia De Vito, Bungaro, Tosca, Fausto Mesolella, GnuQuartet, Fabrizio Bosso, Jessica Brando e i brasiliani Maria Gadú, Chico Buarque, Vanessa Da Mata e Vinicius Cantuaria. Il disco è stato candidato ai Latin Grammy Awards nel novembre 2014 nella categoria "Best MPB Album".
Dal 2018 è direttore artistico del "Premio Bianca D'Aponte", dedicato al mondo del cantautorato femminile, succedendo a Fausto Mesolella.
Il 18 settembre 2020 pubblica in duo con Giovanni Ceccarelli per la Bonsai Music il disco More Morricone, un omaggio al compositore italiano registrato a Parigi nel settembre 2019, su quattro brani é presente come ospitela cantante belga Chrystel Wautier.
Nel 2021 scrive la colonna sonora del film Anime borboniche e le musiche originali per il cortometraggio animato Ramondino Apologue’s dedicato alla scrittrice Fabrizia Ramondino, con la voce recitante di Mario Martone.
Nel 2022 insieme a Fabrizio Bentivoglio dà vita a "Lettura clandestina” un reading con al centro alcuni tra gli innumerevoli articoli che Ennio Flaiano scrisse per giornali e riviste, selezionati e letti da Fabrizio Bentivoglio.
Il 21 ottobre 2022 pubblica, per l'etichetta Jando Music ed insieme a Giovanni Ceccarelli al piano, Elena Romano alla voce, Jeff Ballard alla batteria, il disco Arie con ospite Rita Marcotulli.
A marzo 2023 esce Musica Nuda 20, il nono disco interamente di inediti della band che celebra i venti anni di attività.
A giugno 2025 esce "Le Grand Michel", disco in duo con Giovanni Ceccarelli per l'etichetta francese Bonsai Music. Un omaggio al compositore francese Michel Legrand. Tanti gli ospiti del disco: Enrico Pieranunzi , André Ceccarelli, David Linx, Camille Bertault, Chiara Civello, Cristina Renzetti, Jean Guidoni, Jody Sternberg e David Lewis.

### Attività didattica
Si è diplomato in contrabbasso nel 1994 con il massimo dei voti e la lode.
Dal 1997 al 2004 e dal 2012 al 2023  è stato docente ai corsi "Siena Jazz University" presso la scuola Siena Jazz, di contrabbasso e musica d'insieme.
Nel  2013-14 ha insegnato contrabbasso, basso e musica d'insieme al Conservatorio Gioachino Rossini di Pesaro.
Dal 2016 al 2022 ha insegnato Contrabbasso Jazz al Conservatorio Francesco Morlacchi di Perugia.

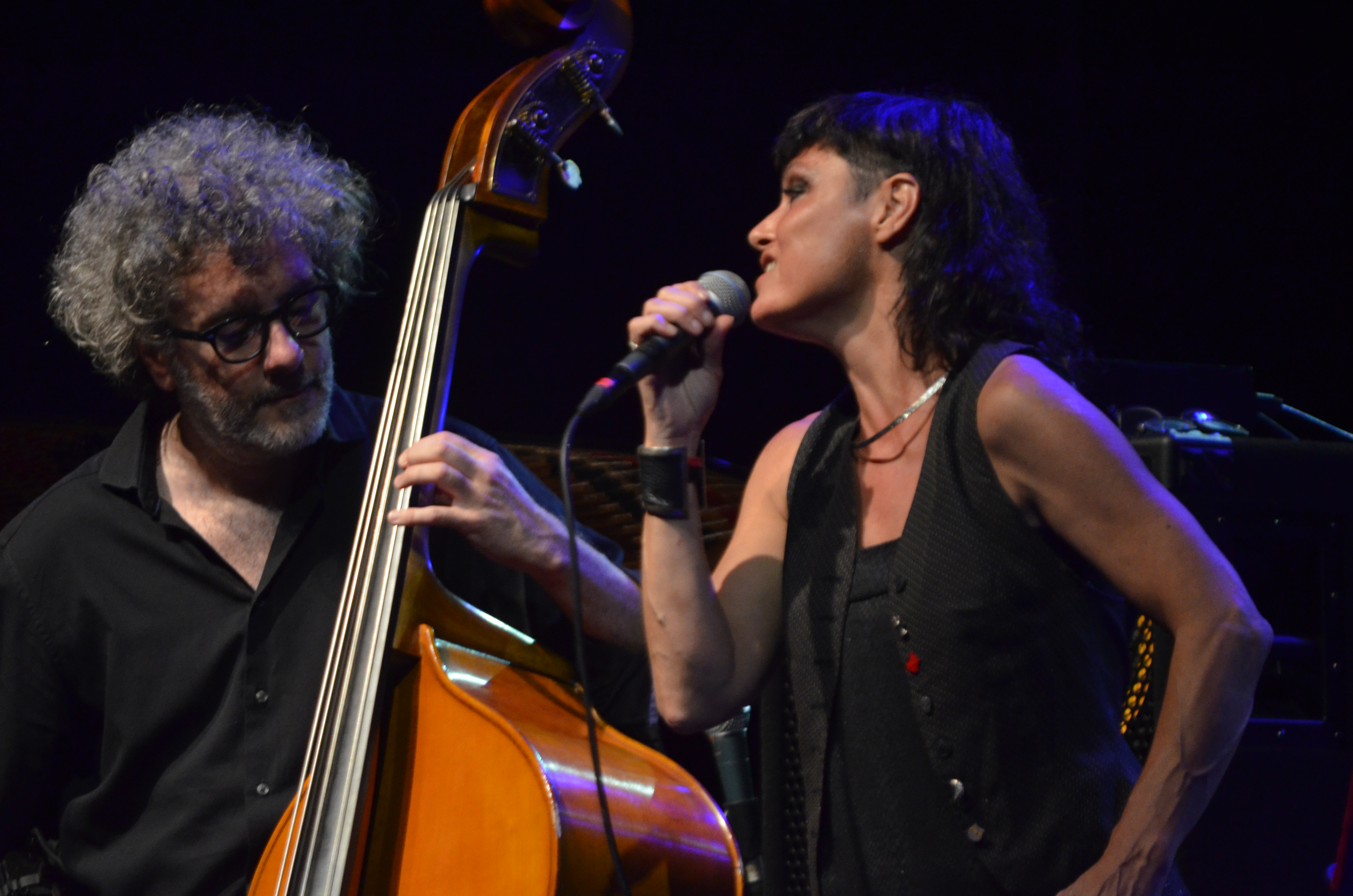
Concerto de Musica Nuda con Chano Dominguez en Jazz San Javier 2023

Dal 2022 insegna al Conservatorio Giacomo Puccini di La Spezia.
È stato docente in Masterclass tenute con Petra Magoni, Franco Fabbrini, Fabrizio Bai, Mirko Guerrini, Giovanni Ceccarelli, Francesco Petreni.

## Discografia

### Piccola Orchestra Avion Travel

#### Album in studio
- 1993 - Opplà
- 1995 - Finalmente fiori
- 1996 - Hotel paura e altre storie
- 1996 - La guerra vista dalla luna
- 1998 - Vivo di canzoni
- 1999 - Cirano
- 2000 - Storie d'amore
- 2003 - Poco mossi gli altri bacini
- 2007 - Danson metropoli - Canzoni di Paolo Conte
- 2009 - Nino Rota, l'amico magico
- 2018 - Privé

#### Raccolte
- 2000 - Selezione 1990-2000
- 2004 - Per come ti amo

### Musica nuda

#### Album in studio
- 2004 - Musica nuda
- 2006 - Musica nuda 2
- 2006 - Quam Dilecta
- 2008 - 55/21
- 2011 - Complici
- 2013 - Banda larga
- 2015 - Little Wonder
- 2017 - Leggera
- 2023 - Musica Nuda 20

#### Album dal vivo
- 2007 - Live à Fip
- 2014 - Live a Tirana
- 2018 - Verso Sud
- 2022 - Girotondo De André
- 2024- Mesolella Spinetti-live

### Stefano Bollani Quintet
- 2006 - I Visionari
- 2007 - Omaggio alle Occasioni Perdute

### Giovanni Ceccarelli Trio
- 2011 - Meteores

### InventaRio
- 2010 - InventaRio
- 2012 - InventaRio incontra Ivan Lins

### Nada Trio
- 1998 - Nada trio
- 2017 - La posa

### Ferruccio Spinetti e  Giovanni Ceccarelli
- 2020 - More Morricone (Bonsai Music)
- 2025 - Le Grand Michel ( Bonsai Music)

### Ferruccio Spinetti, Jeff Ballard, Giovanni Ceccarelli & Elena Romano
- 2022 - Arie

## Videografia

### DVD
- 2006 - Live in Paris